# Barbara Bel Geddes
Barbara Bel Geddes (New York, 31 oktober 1922 – Northeast Harbor (Maine), 8 augustus 2005) was een Amerikaanse actrice. Ze werd bij het grote publiek vooral bekend als Miss Ellie uit de soapserie Dallas.
Geddes, dochter van de industrieel ontwerper Norman Bel Geddes, begon met acteren toen ze 18 was. Ze speelde in diverse Broadwayproducties en startte in 1946 met haar filmcarrière toen ze bij RKO een contract tekende, op haar eigen verzoek voor niet meer dan 1 film per jaar. Ze kreeg een Oscarnominatie voor Beste actrice in een bijrol voor haar rol in de film I Remember Mama uit 1948. Datzelfde jaar werd ze bij RKO ontslagen door Howard Hughes die het bedrijf inmiddels had overgenomen. Hij vond Geddes niet sexy genoeg. Ze stopte langere tijd met acteren vanwege haar gezondheid en een onderzoek naar on-Amerikaanse activiteiten door het Amerikaanse Huis van Afgevaardigden. Wel bleef ze actief op Broadway, waar ze triomf vierde als Maggie the Cat in Cat on a Hot Tin Roof van Tennessee Williams.
Vanaf 1958 speelde Geddes ook weer filmrollen. Ze speelde in vier afleveringen van de televisieserie Alfred Hitchcock Presents en had een belangrijke rol in de Hitchcock-film Vertigo, waarin ze de rol speelde van Midge, de vriendin van hoofdrolspeler James Stewart.
Van 1978 tot 1990 speelde Geddes de rol van Eleanor "Miss Ellie"' Southworth Ewing Farlow in de soapserie Dallas. Voor deze rol kreeg ze een Emmy Award. Toen ze in 1984 een hartaanval had gekregen en het rustiger aan wilde miste ze de eerste 11 afleveringen. Het seizoen erop door onenigheid over haar salaris en er dus niet uitkwamen terwijl de opnames al waren gepland werd haar rol door Donna Reed overgenomen. Donna Reed kreeg een contract voor 3 jaar maar omdat Barbara Bel Geddes het het niet aan kon zien dat haar rol werd overgenomen kwam men tot een schikking. Donna Reed dagvaarde de producers en kreeg alsnog $1 miljoen schikking, enkele maanden later overleed zij aan kanker. In 1985 keerde dus Geddes terug als Miss Ellie, nadat de productie haar kon overtuigen om terug te keren nadat de kijkcijfers daalden en Dallas de strijd aan het verliezen was van rivaal Dynasty. Reed was furieus dat ze ontslagen werd en spande een proces aan waar ze een miljoen dollar aan overhield, ze overleed korte tijd later. Barbara Bel Geddes is nooit vervangen omdat ze een hartinfarct had, enkel omdat men er niet uitkwam met de salarisonderhandelingen, er was zelf nog even sprake of de echte moeder van Larry Hagaman Mary Martin de rol zou overnemen echter haar hartinfarct was echt in het seizoen 1983 / 1984. 
Geddes overleed op 82-jarige leeftijd aan longkanker.